# Andreas Tremmel
Andreas Tremmel (* 26. Oktober 1891 in Falkenfels, Niederbayern; † 5. Dezember 1949) war ein deutscher Kommunalpolitiker (Bayerische Volkspartei (BVP), CSU).

## Werdegang
Nach einer Lehre bei der Gewerbebank Straubing war er dort zwischen 1921 und 1949 hauptamtliches Vorstandsmitglied. Vor 1933 war er Mitglied der BVP. Nach Ende des Zweiten Weltkriegs war er Mitbegründer der CSU in Straubing und vom 3. Mai 1945 bis 3. Juli 1945 Oberbürgermeister der Stadt. Er wurde von den US-amerikanischen Besatzungsbehörden als förderndes Mitglied der SS des Amtes enthoben, aber später aus Mangel an Beweisen freigesprochen. Von 1948 bis 1949 war er 2. Bürgermeister.

## Ehrungen
Wegen seiner kommunalpolitischer Leistungen wurde er am 9. Dezember 1949 zum Ehrenbürger der Stadt Straubing ernannt. Die Andreas-Tremmel-Straße in Straubing ist nach ihm benannt.